# Nevjernici
Nevjernici (engl. The Unbelievers) je dokumentarni film koji prati priznate znanstvenike Richarda Dawkinsa i Lawrencea Kraussa dok širom globusa javno govore o važnosti znanosti i razuma u modernom svijetu, ohrabrujući ostale da odbace zastarjele religijski i politički motivirane pristupe u važnim tekućim problemima. Film uključuje razgovore s utjecajnim ljudima i slavnim osobama poput Stephena Hawkinga, Ayaan Hirsi Ali, Sama Harrisa, Cameron Diaz, Woodyja Allena, Penna Jillettea, Iana McEwana i Davida Silvermana.

## Izdanje
Svjetska premijera Nevjernika zbila se 29. travnja 2013. na Hot Docs Film Festivalu u Torontu u Kanadi, a sve četiri projekcije filma bile su prodane.

## Razgovori
Na filmskom mrežnom mjestu objavljeno je da Nevjernici sadrže razgovore sa "slavnim i drugim utjecajnim osobama" koji podupiru rad Dawkinsa i Kraussa, a uključuju Rickyja Gervaisa, Woodyja Allena, Cameron Diaz, Stephena Hawkinga, Saru Silverman, Billa Pullmana, Wernera Herzoga, Billa Mahera, Stephena Colberta, Tima Minchina, Eddieja Izzarda, Iana McEwana, Adama Savagea, Ayaan Hirsi-Ali, Penna Jillettea, Sama Harrisa, Daniela Dennetta, Jamesa Randija, Cormaca McCarthyja, Paula Provenze, Jamesa Morrisona, Michaela Shermera i Davida Silvermana.

## Vanjske poveznice
- službeno mrežno mjesto  Arhivirana inačica izvorne stranice od 3. siječnja 2022. (Wayback Machine)
- Nevjernici pri Internet Movie Databaseu
- Nevjernici pri Rotten Tomatoesu